# 中南半島

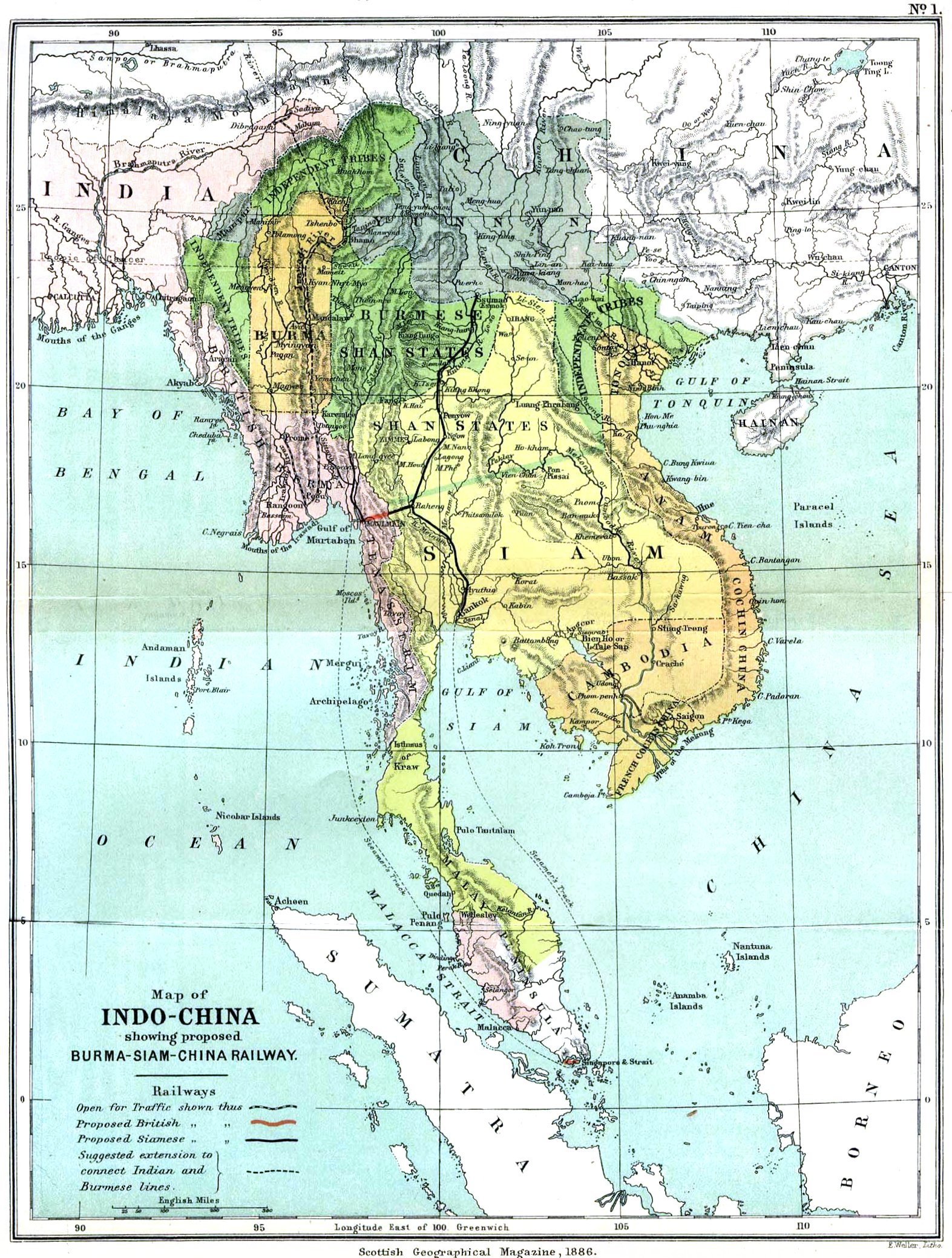
中南半島1886年地圖

中南半岛指亞洲東南部東臨南海、西瀕印度洋的半島，在中国以南，因名，包括今日的緬甸、泰國、老撾、柬埔寨、越南、马来半岛等地。位于印度、中國之间，因又名印度支那半島或印度支那（法語：Indochine），简称印支。与东南亚岛屿地区（海洋东南亚）相对时也被称为东南亚大陆地区或东南亚半岛地区。

## 中文名稱
印度支那半岛、中印半岛、印中半岛、印支半岛、印度子那半島、印度池那半島，皆是法語的中文譯名，意指印度次大陸以東與中國大陸以南之間、受兩地文明體系影響的東南亞大陸地區。現今英語就稱之為「大陸東南亞(Mainland Southeast Asia)」，與「海洋東南亞(Maritime Southeast Asia)」相對。
自中國抗日戰爭爆發以後，中國政府將「支那」視為貶低中國的歧視詞語。1941年，在右任的倡議下，新創「中南半島」一詞來取代「印度支那」。「中南半島」的意思為「在中國以南的半島」。現今中南半島、印度支那半島兩個譯名並用，但中國官媒對其的譯名仍不統一，或譯「印度支那」、或譯「中南半島」。不過，中國大陸出版的地圖及地圖冊上傾向於使用「中南半島」。而在学术領域上的地理学、地质学界和歷史研究等方面，對包含indo-china的學術名詞，仍傾向於採用音譯「印度支那」，如地理学上的印支构造期的“印支”，就是源自於音譯的缩写。

## 歷史

### 古代
中南半島的歷史可以追溯至距今四千年以前的和平文化，在新石器時代，南亞語系人群首先進入中南半島，並帶來了農耕技術。
七世紀到十二世紀，高棉帝國是中南半島首先興起的文明，該文明主要受印度文化影響，雖然高棉帝國的繼承者柬埔寨在十二世紀後漸漸衰弱，但高棉帝國在宗教、文字與文化上，對後來的泰國、缅甸、寮國等中南半島後來興起的國家都有深遠影響。
隨著傣族與緬族逐漸遷入中南半島腹地，泰國的前身素可泰王國、寮國的前身瀾滄王國、緬甸的前身蒲甘王國於十二世紀以後依次興起於中南半島。
从前2世纪起，中国和印度这两个亚洲的文明开始进行辗转的贸易。在古代从中国到印度之间可能的通道有四条：
- 直接翻越青藏高原穿过喜马拉雅山脉；
- 穿过西域和中亚的戈壁沙漠再经过现在的阿富汗向南（玄奘取经的路线，丝绸之路南支）；
- 穿过云南和缅甸的热带雨林（南方丝绸之路）；
- 从海路过南中国海经马六甲海峡绕过马来半岛（海上丝绸之路）。

其中前两条路线去印度十分艰险，故而大多数商人都选用后两条路线，尤其是海路。由于后两条路线都要经过印度支那诸国，这些區域或国家受到中國及印度的政治及文化影響，歷史上，中南半島的王國經常是對中國的朝貢國，但除了越南，其他國家受中華文化影響不深，在文字與宗教上仍主要受印度影響。

### 近代
19世纪中叶至20世纪中叶，这个地区除了泰國保持独立以外，其他地區都逐漸被法国和英国殖民。其中寮國、柬埔寨、越南被法国统治，稱為「法屬印度支那」。缅甸、马来亚、新加坡被英国统治。
1893年法国人建立第一个印度支那联邦，1940年日本占领法属印度支那，1942年日本佔領除泰國外中南半島全境。1945年二战結束后，中南半島的英屬殖民地的獨立較為平和，1948年緬甸獨立、1956年馬來亞自治、1957年马来亚联合邦独立，1963年馬來西亞聯邦成立、1965年新加坡自馬來西亞聯邦脫離獨立。法屬殖民地則較為艱辛，越南自二次大戰結束後即展開对法国独立战争，1954年日内瓦会议以后，法属印度支那各国才获得独立。
1960年美国为了扼止共产主义的扩大而介入越南内战。經歷多年的越战，1975年美军撤離，北越战胜南越统一越南。而后，中華人民共和國和苏联的影响有所扩大，越南、柬埔寨、寮國三国长期受越战影响，当地政治十分不稳。
1978年，越南進軍柬埔寨擊潰红色高棉政權，引起越柬战争，1979年，因為中蘇關係破裂，而越南親蘇聯，為了阻止越南控制柬埔寨，中國對越南發動了中越战争，当地政局于1989年以前十分动荡。到了90年代越南、柬埔寨、寮國三国才实现和平。

## 生物地理學
在生物地理學上，中南半島生物區是生物地理學分區中東洋界的一個主要區域，包括上述所有國家的本土動植物。

## 地理

东南亚气候

面積約230.2萬平方公里，該地區属热带季风气候，年平均气温攝氏20—27 °C（68—81 °F），乾季及雨季較分明，均为农业国家。然而，越南北部属亚热带气候。矿藏有锡、钨、铬、煤等，产柚木、橡胶、稻、甘蔗、棕櫚油等，且中南半島的主要河川及其主要山脈（例如橫斷山脈）大部分為中國地區所延伸過來的，故有「山同脈、水同源」之說。

## 文化
中南半島國家的文化受到了印度和中國的文化影響，受印度文化影響較大的國家有泰國、寮國、柬埔寨、緬甸，越南則主要受中華文化影響。中南半島國家宗教信仰比例以佛教徒居多，少數為穆斯林及印度教徒。
中南半島主要語系包含了南亞語系(越南、柬埔寨)、漢藏語系藏緬語族(緬甸)、壯侗語系(泰國、寮國)等。